# Cellule satellite gliale
Pour l’article homonyme, voir Cellule satellite musculaire.

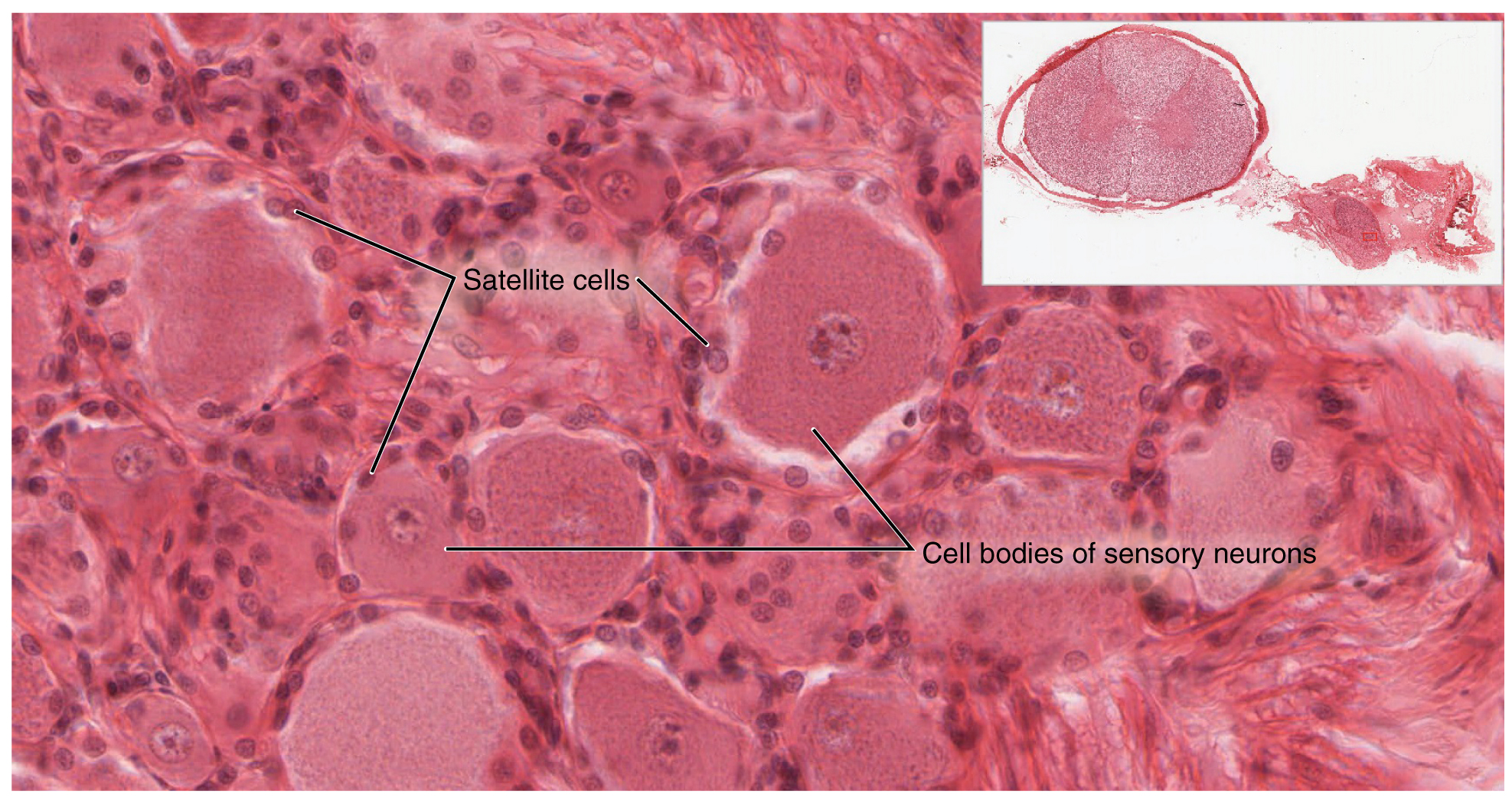
Cellules gliales satellites entourant les corps cellulaires des neurones sensoriels.

Les cellules satellites gliales sont des cellules présentes au niveau des ganglions rachidiens et des ganglions du système nerveux végétatif et entourent les neurones végétatifs ou sensoriels à ce niveau.
Ce sont des cellules riches en vésicules de pinocytose, leur rôle reste cependant toujours une énigme (peut-être impliquées dans les processus d'échange et de sécrétion des neurones).